# Dan Apostol
Dan Apostol (n. 12 iulie 1957, București, România – d. 4 martie 2013, București, România) a fost un scriitor și publicist român. Fost aviator militar, s-a specializat în domenii de frontieră din istorie, arheologie, vechi civilizații, artă, biologie, antropologie, paleontologie și criptozoologie. Studiile și lucrările sale publicate în România și străinătate l-au consacrat ca unul dintre cei mai reputați cercetători est-europeni ai unor aspecte mai puțin cunoscute din istoria militară a ultimului mileniu, ai proto-civilizațiilor atlantice și mediteraneene, precum și problemelor de frontieră ale cunoașterii.
Dan Apostol a fost scriitor de literatură fantastică, editor, antologator, realizator de filme documentare și emisiuni de popularizare a științelor de frontieră. Îmbinând exhaustivitatea unei culturi enciclopedice cu talentul publicistic, a reușit să convingă generații de cititori, să îi atragă în lumea cărților sale, dinamică, polimorfă și coerentă, născută din constatarea unor fenomene și întâmplări neobișnuite. Așa cum afirma în prefața unuia dintre volume, „se petrec mai multe fenomene inexplicabile în cer și pe pământ, decât suntem pregătiți să acceptăm. Nu trebuie să credem în ele. E de ajuns să le admitem posibilitatea, să ne păstrăm mintea deschisă, analizând cu obiectivitate și detașare mărturii, dovezi, fapte – căci Necunoscutul este aici, acum, printre noi.“
Atunci când pășea pe terenul ipotezelor, Dan Apostol avea o abilitate ieșită din comun în găsirea unor legături între incidente aparent disparate, preferând domeniile unde probele materiale și deducțiile logice joacă roluri principale. Cărțile lui stimulau inteligența și curiozitatea cititorilor, „deranjând“ confortul spiritelor împăcate cu dogmele și baricadate în conformism.
A publicat Deocamdată... enigme întâi în 1984, apoi în 1986, prima ediție fiind totodată volumul său de debut și devenind imediat best-seller datorită scriiturii incitante, strictei documentări și abordării științifice. În 1985 a apărut Zborul 19, scris în colaborare cu Sorin Ștefănescu. Tratând dispariția unor bombardiere americane în iarna anului 1945, în timpul unor manevre de antrenament, volumul include valoroase pagini tehnice dedicate aparatelor de zbor și de navigație ori istoriei acestora. Cartea analizează și alte dispariții ale unor nave și avioane petrecute în special în Triunghiul Bermudelor, dar și în alte zone ale Terrei, abordând tangențial Experimentul Philadelphia, incidentele din Marea Diavolului, fenomenul OZN și ipoteza multiversului.
Dan Apostol a studiat aspecte mai puțin cunoscute din istoria militară, ori întâmplări stranii, refuzând orice explicație rațională. În Dispariții neelucidate în Marile Războaie (2003, 2005), trece în revistă cazuri de „missing în action“ rămase nesoluționate până astăzi – oferind explicații neconvenționale, dar cu o argumentație ce nu poate fi combătută ori ignorată –, subiect dezvoltat în Războinicii lumii de dincolo (publicată postum, în 2014 și 2023). Posibilele întâlniri de gradul trei care ar fi avut loc de-a lungul istoriei omenirii – o altă temă predilectă a cercetătorului Dan Apostol – au fost tratate cu aceeași obiectivitate, fără a afirma o poziție partizană pro sau contra, în Urme de pași în Cosmos (1989), OZN – Exploratorii Infinitului (1997), Cronici din lumi paralele (2001), Extratereștri în preistorie (2003), Războiul lumilor (2005) și Fenomenul OZN – o istorie actualizată din dosarele secrete (2005).
Din tainele naturii (1987) reprezintă prima sa incursiune în domeniul cryptozoologiei, cu toate că analizează și alte sfere ale științelor de frontieră, de la paleoastronautică la paleontologie. La fel ca volumul de debut, Din tainele naturii a dat naștere unei serii cu permanente actualizări și îmbogățiri tematice: Stăpânii adâncurilor (1991), Monștrii adâncurilor (2003) și Orașele caracatițelor (2006), dedicate cefalopodelor uriașe, șarpelui de mare, sirenelor și inteligenței cetaceelor. Ulterior, în volume ca Lumea dragonilor (2000) și  Dinosaurii – o realitate în istoria ultimelor milenii (2005), autorul va aborda posibilitatea supraviețuirii unora dintre speciile clasei dinosauria până în perioade istorice recente sau chiar în contemporaneitate.
După ce a coborât în adâncurile preistoriei până în perioada dinosaurilor în Dintr-o lume dispărută (1993) și Cronici din Lumi Paralele (2001), încercând să dezlege enigma saurienilor ce au supraviețuit după sute de milioane de ani, să caute corespondențe între legende și realitatea faptică, în Supraviețuitorii Cuaternarului (2003), Dan Apostol s-a ocupat de populații doar bănuite, ori prea puțin studiate, a căror existență ridică niște întrebări legate de posibilitatea ca omenirea să nu fie prima specie dominantă de pe Terra, nici singura care a construit o civilizație.
Dan Apostol a publicat Neștiuta Natură în anul 1988, dedicând partea a II-a a cărții, Continente scufundate, ipoteticelor Atlantida și Pacifida, locuite de populațiile atlantă și viracochas, lumi dispărute într-un cataclism global. În 1990, Terra – Planeta Vieții, reia subiectul, ridicându-se – prin păstrarea materialului strict între limitele speculativismului științific – la nivelul volumelor ulterioare dedicate atlantologiei.
Studiile în domeniul istoriei și arheologiei au reprezentat o preocupare constantă pentru Dan Apostol, fie că era vorba despre populații consemnate de istorie – Misterul cetăților aurului. Ascensiunea și decăderea marilor civilizații egeene  (2004) – sau despre lumi a căror posibilă existență reprezintă încă subiectul unor dezbateri aprinse – Atlantida și Pacifida (1998, 2003); Pacifida – continentul dispărut (2003), Atlantida – imperiul pierdut (2004); Atlantida și alte lumi dispărute (2015). Stonehenge și alte construcții megalitice europene, civilizațiile cretană, miceniană sau olmecă, nu lipsesc din cărțile sale despre vechile civilizații –  unde autorul doar expune dovezi și ipoteze, invitându-și cititorii să decidă singuri care dintre lumile dispărute rămâne un mit și care fac parte din trecutul omenirii.
Ultima carte scrisă de Dan Apostol n-a fost însă una despre mistere, ci despre niște personaje istorice reale. Inițial sub titlul Femei-războinic în bătălii care au schimbat lumea (2005), volumul a apărut postum într-o variantă revăzută și adăugită: Eroi condamnați la uitare (2015). În această „erată“ la istoria oficială a lumii, autorul prezintă viața și faptele unor femei care, în conflictele nesfârșite ce ne-au modelat civilizația, au ales calea armelor. 
Datorită preocupărilor pe tărâm științific, Dan Apostol nu a avut ocazia să aștearnă pe hârtie decât un singur volum de literatură fantastică. Regăsim prozele sale scurte (amestec postmodernist, decadentist și simbolist) în Vânătorii lumii de dincolo (2014), o versiune actualizată a culegerii inițiale, Căderea îngerului (2004). Cel mai bun text este chiar Căderea îngerului (poveste gotică despre dragoste, spirite răzbunătoare și monștri cu chip omenesc ce trăiesc printre noi), urmat de Păzitorul cerului (o alegorie gravitând în jurul simbolului femeii-felină). Chiar dacă majoritatea cărților sale sunt dedicate cercetării, cea de beletristică oferă o fațetă inedită a unui autor complex și, adesea, surprinzător.
Dan Apostol și-a câștigat un loc binemeritat în istoria literaturii române, ca reprezentant al speculativismului științific bazat pe o documentare minuțioasă, ca un popularizator al științei misterelor, un investigator dedicat enigmelor. Relatările sale despre întâmplări și fenomene stranii au constituit nu doar un model despre cum trebuie efectuată o cercetare științifică, ci și surse de inspirație pentru literatura fantastică.

## Activitate profesională culturală
- Consilier pentru Europa de Est al Comisiei Humboldt (E.C.S.- Comisia Europeană pentru Știință): 1997-2011.
- Consultant al PNUD (Programul Națiunilor Unite pentru Dezvoltare): 1997-2008.
- Consultant pentru proiecte ale Academiei Române: 1999, 2000, 2007.
- Consultant pentru proiecte ale Academiei Cehe: 2000-2001.
- Consultant al Muzeului Național de Istorie Naturală din Paris: 2001-2002.
- Consultant al Muzeului Național de Arheologie din Atena: 2001-2002.
- Consultant al Muzeului Orsay din Paris: 2005-2006.
- A participat la trei campanii de săpături arheologice din Insula Santorin, Creta și Grecia continentală: 2000-2002.
- Consultant științific, cultural și editorial al Centrului Național de Dezvoltare Durabilă din România: 2000-2011.
- Director de Programe (1993) și Director Executiv (1994-1996) la Compania Națională de Film, TV și Video Canal b.
- Redactor-șef (1991) și Director Executiv (1992-1996) la Editura Baricada.
- Editor al Editurii Nova: 1997-2001.
- Coordonator al Redacției Știința-Frontierele Cunoașterii și al Redacției Beletristică (2003-2006) și Redactor-șef (2005-2006) la Editura Cartea de Buzunar.
- Între 1982 și 2011 i-au apărut 800 articole, studii și editoriale în 25 de publicații din România, Franța, Italia, Marea Britanie (printre care Science et Avenir, Science et Vie, Nature, Natural History, The Historian, Magazin, Astra, România Literară, Știință și Tehnică, Meridian, Baricada, SLAST, Magazin Internațional, Terra XXI, Jurnalul de București și Start 2001) și în 6 antologii din Anglia și România.
- Între 1982 și 2011 a realizat sau colaborat la 300 de emisiuni difuzate de 16 posturi de televiziune și radio din România, Italia, Franța și Marea Britanie (Arte, Rai Due, ZDF, RTL, Discovery Civilisation, Discovery, BBC, TVR 1, TVR 2, TV Sigma, Tele 7abc, Radio România 1 și 2, Radio București, Radio Total și Radio Tinerama).
- Între 1994-1996 a realizat programele de televiziune ale Companiei Canal b; în 1993 a regizat filmele documentare de lung metraj Stalin - Un coșmar pentru eternitate și Baia mare - Radiografia cancerului ascuns; în 1998 a colaborat la realizarea documentarului TV War and Civilisation, realizat de Stephen Trombley.

## Volume personale
- Deocamdată... enigme, Editura Sport-Turism, 1984, 1986; Editura Pavcon, 2018
- Zborul 19  (în colaborare cu Sorin Ștefănescu), Editura Albatros, 1985; ed. Dexon, 2020
- Din tainele naturii, Editura Sport-Turism, 1987
- Neștiuta natură, Editura Ion Creangă, 1988
- Urme de pași în Cosmos, Editura Științifică și Enciclopedică, 1989
- Terra - planeta vieții, Editura Sport-Turism, 1990
- Stăpânii adâncurilor, Editura Baricada, 1991
- Dintr-o lume dispărută, Editura Baricada, 1993
- OZN - Exploratorii infinitului, Editura RAI CORESI, 1997
- Atlatida și Pacifida, Ed. RAI CORESI, 1998, 2003
- Lumea dragonilor, Editura Image, 2000
- Cronici din lumi paralele, Editura CNI CORESI, 2001
- Pacifida - continentul dispărut, Editura Cartea de Buzunar, 2003
- Monștrii adâncurilor, Editura CDB, 2003
- Supraviețuitorii Cuaternarului, Ed. CDB, 2003
- Extratereștri în preistorie, Ed. CDB, 2003, Ed. Eagle 2014
- Dispariții neelucidate în Marile Războaie, Ed. CDB, 2003, 2005;  ed. Dexon, 2020
- Atlantida - imperiul pierdut, Ed. CDB, 2004
- Misterul cetăților aurului. Ascensiunea și decăderea marilor civilizații egeene, Ed. CDB, 2004
- Căderea Îngerului, beletristică, Ed. Nova, 2004
- Războiul lumilor, Ed. CDB, 2005, Ed. Eagle 2014
- Fenomenul OZN - o istorie actualizată din dosarele secrete, Ed. CDB, 2004
- Dinozaurii - o realitate în istoria ultimelor milenii, Ed. CDB, 2005
- Femei-războinice în bătălii care au schimbat lumea, Ed. CDB, 2005
- Orașele caracatițelor, Ed. CDB 2006, Ed. Eagle 2014
- Războinicii lumii de dincolo, Ed. Eagle, 2014, Ed. Pavcon, 2023
- OZN - Adevăruri ascunse, Ed. Eagle, 2014, Ed. Dexon, 2021
- Vânătorii lumii de dincolo, Ed. ePublishers, 2014
- Atlantida și alte lumi dispărute, Ed. ePublishers, 2015;  ed. Dexon, 2020
- Eroi condamnați la uitare, Ed. ePublishers, 2015
- Dinosauria, Editura Pavcon, 2018[1]
- Dispariții misterioase, Ed. Dexon, 2020
- OZN Pericol!, Ed. Dexon 2021

## Antologii
- Antares, vol I-IV, Editura Baricada, 1991-1995, serie realizată împreună cu scriitoarea Rodica Bretin și dedicată literaturii fantastice, vechilor civilizații, fenomenelor neelucidate și crytozoologiei

## Premii internaționale
- Premiul pentru proză scurtă la Festivalul Fantasia (Copenhaga, Danemarca, 1998) pentru povestirea Vânătorii Lumii de Dincolo
- Premiul pentru cea mai bună proză străină al Fantasia Art Association (Cornwall, Marea Britanie, 2004) pentru nuvela Căderea Îngerului